# Kompani Raande-Vo
Dansgruppen Lena Joefsson och Kompani Raande-Vo har sitt säte i Örebro. Gruppen har fått sitt namn efter Lena Josefssons första stora verk, Raande-Vo, som vann den svenska kvaltävlingen till The Nordic Choreography Competition 1988. Gruppen startade sin verksamhet samma år.
Kompani Raande-Vo har ingen fast ensemblekärna utan handplockar dansare till varje uppsättning. Gruppen är känd för sina multikulturella föreställningar och samarbetar med professionella dansare från hela världen, bland annat Kina, Zimbabwe, Senegal, Algeriet, Tanzania, Italien och Frankrike. Gruppen arbetar gränsöverskridande och har de senaste åren gjort produktioner tillsammans med bland andra Svenska Kammarorkestern och Länsteatern i Örebro. Lena Josefsson & Kompani Raande-Vo har också legat på residens i Hällefors och Kristinehamn och turnerat i Europa, Sydamerika och Afrika.
Kompani Raande-Vo låg vilande mellan 1997 och 2004 då Lena Josefsson var engagerad på annat håll, men 2006 återupptogs verksamheten och gruppen fick en repetitions- och föreställningslokal vid Kulturarenan i stadsdelen Vivalla i Örebro. Bland de senaste årens föreställningar kan nämnas  Rasande rytmisk, skälvande skör (2005), Inaff (2006), Plutot la vie (2007) och 90% Paradis (2009). Den sistnämnda var en dansteaterföreställning i samarbete med Länsteatern i Örebro. 2009 bytte gruppen lokal och bedriver nu sin verksamhet på Rudbecksgatan 38 centralt i Örebro.